# Neoparanothrotes
Neoparanothrotes is een geslacht van rechtvleugeligen uit de familie Pamphagidae. De wetenschappelijke naam van dit geslacht is voor het eerst geldig gepubliceerd in 1991 door Mirzayans.

## Soorten
Het geslacht Neoparanothrotes  is monotypisch en omvat slechts de volgende soort:
- Neoparanothrotes borumandi (Mirzayans, 1991)